# Bedjanič
Bedjanič je redkejši priimek v Sloveniji, ki ga je po podatkih SURS-a na dan 1. januarja 2010 uporabljalo 47 oseb in je med vsemi priimki po pogostosti uporabe uvrščen na 7.841. mesto.

## Znani nosilci priimka
- Hermina Bedjanič (r. Goll) (1905—1996) ekonomistka (dr.)
- Martin Bedjanič (1855—1931), klasični filolog, šolnik (Bosna in Hercegovina)
- Matjaž Bedjanič, entomolog
- Milko Bedjanič (1904—1976), zdravnik infektolog, univ. prof. in akademik
- Nadja Bedjanič, oblikovalka in kostumografinja
- Olga Bedjanič (por. Olga Likar) (1936—1995), filmska igralka (Vesna...)
- Peter Bedjanič (1933—2020), glasbeni publicist, urednik in pevec
- Vratislav Bedjanič (1901—1959), elektroinženir, univ. profesor